# William Joyce Sewell
William Joyce Sewell, född 6 december 1835 i Castlebar, grevskapet Mayo, död 27 december 1901 i Camden, New Jersey, var en irländsk-amerikansk politiker (republikan) och general. Han tilldelades utmärkelsen Medal of Honor för sina insatser i slaget vid Chancellorsville i amerikanska inbördeskriget. Han representerade delstaten New Jersey i USA:s senat 1881-1887 och från 1895 fram till sin död.
Sewell invandrade 1851 till USA och bosatte sig i Chicago. Han flyttade 1860 till New Jersey. Han deltog i inbördeskriget i nordstaternas armé och som överste tog befälet över en brigad i slaget vid Chancellorsville, ett slag som de konfedererade styrkorna vann. Han belönades 1896 med Medal of Honor. Sewell sårades svårt i slaget vid Gettysburg. Han befordrades 1865 till brigadgeneral.
Sewell var sedan verksam inom järnvägsbranschen. Han var ledamot av delstatens senat 1872-1881. Han efterträdde 1881 Theodore Fitz Randolph som senator för New Jersey i USA:s senat. Han kandiderade sex år senare till omval men förlorade mot demokraten Rufus Blodgett. Sewell deltog i organisationsarbetet för New Jerseys del i World Columbian Exposition i Chicago 1893. Han efterträdde sedan 1895 John R. McPherson som senator. Han avled 1901 i ämbetet och efterträddes av John F. Dryden.